# Trs

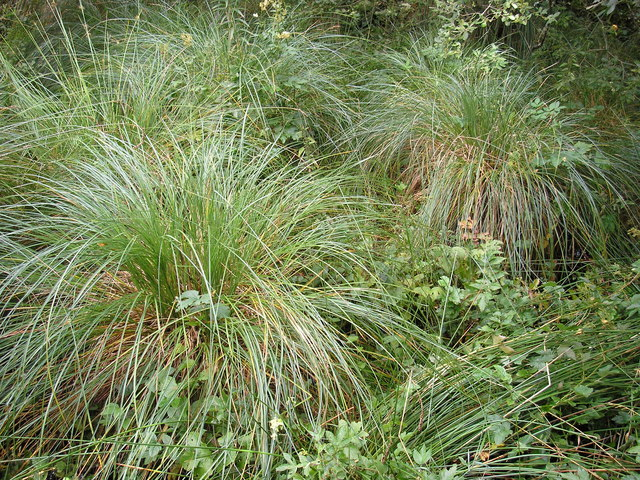
Trsy travin

Trs je pevný, hustý shluk příbuzných rostlin majících k takovému habitu přizpůsobeno uspořádání kořenů, stonků i listů. Rostliny vyrůstající v trsu výrazně těží ze svého nahloučení oproti rostlinám rostoucím solitérně hlavně za nepříznivých podmínek. Při velkém suchu uvnitř trsu vždy zůstává nejvlhčeji, při požáru trsy pouze doutnají a střed nevyhoří, semena agresivních rostlin nemohou v trsu zakořenit, trs je v zemi uchycen mnoha kořeny a nelze jej tak snadno vyhrabat nebo vyplavit.

## Členění
Trsy vytvářejí převážně druhy travin z čeledě lipnicovitých, některé druhy z čeledě šáchorovitých a další. Tyto klasické trsy vznikají odnožováním jednotlivých rostlin směrem ven z trsu, jejich velikost je závislá na druhu rostliny a kvalitě životních podmínek.
V závislosti na způsobu odnožování se trsy dělí na:
- Hustě trsnaté – rostliny odnožují intravaginálně, dceřiná odnož vyrůstá téměř svisle ze stejné přízemní listové pochvy s matčinou odnoží, obě odnože jsou k sobě natěsnány. Tyto trsy hůře snášejí sešlapávání. Rostliny bývají silně inkrustované, tvrdé a z pícninářského hlediska jsou buď druhojakostní nebo přímo plevelné. Z druhů v Česku rostoucích to jsou např. bezkolenec modrý, kostřava ovčí, metlice trsnatá, smilka tuhá.
- Volně trsnaté – rostliny odnožují extravaginálně, dceřiná odnož vyrůstá z mělce uložené odnožovací uzliny a proniká téměř vodorovně ještě pod povrchem ven z matčiny listové pochvy. Následně se nová odnož stočí a roste vzhůru, vyrůstá v určité vzdálenosti od matčiny odnože. Sešlapávání snášejí velmi dobře, naopak to podporuje odnožování. Volně trsnaté trávy mají rychlý vývin, dobrou konkurenční schopnost, většinou dobrou kvalitu píce a výnosnost, ale omezenou vytrvalost. Z druhů v České republice rostoucích k nim patří např. bojínek luční, jílek mnohokvětý, jílek vytrvalý, kostřava luční, kostřava rákosovitá, lipnice bahenní, ovsík vyvýšený, poháňka hřebenitá, srha laločnatá, trojštět žlutavý.

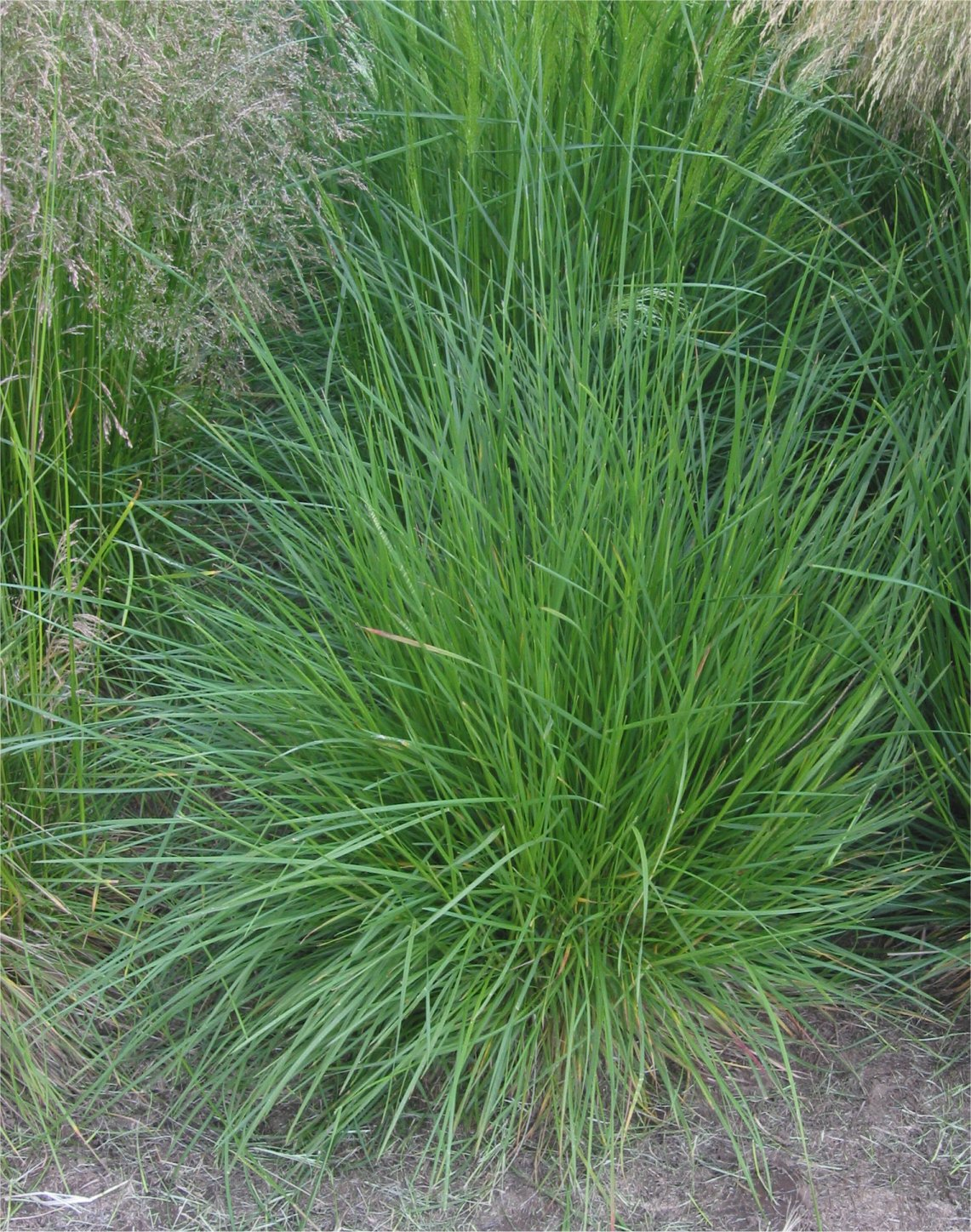
Hustý trs metlice trsnaté (Deschampsia cespitosa)
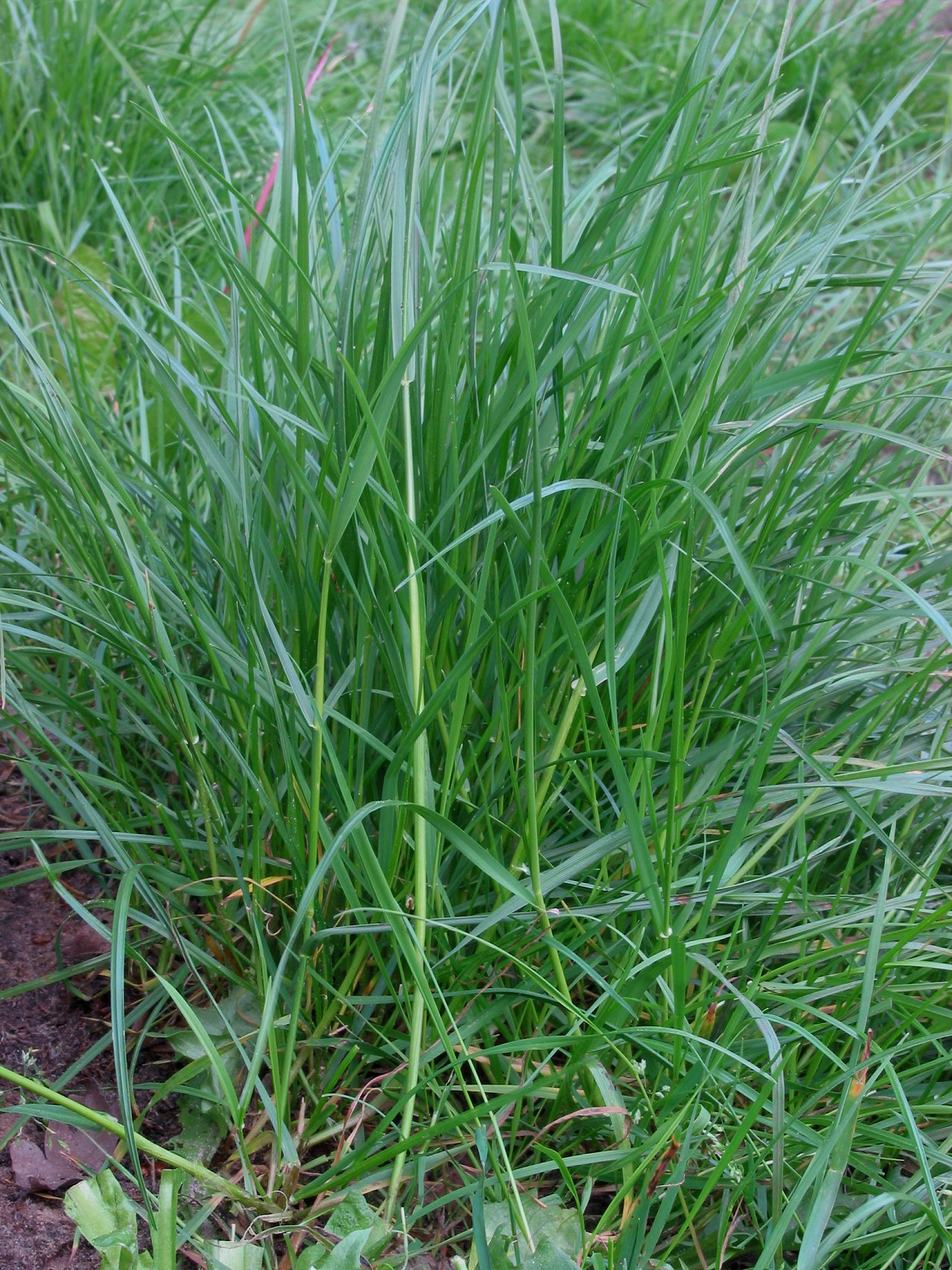
Volný trs jílku vytrvalého (Lolium perenne)
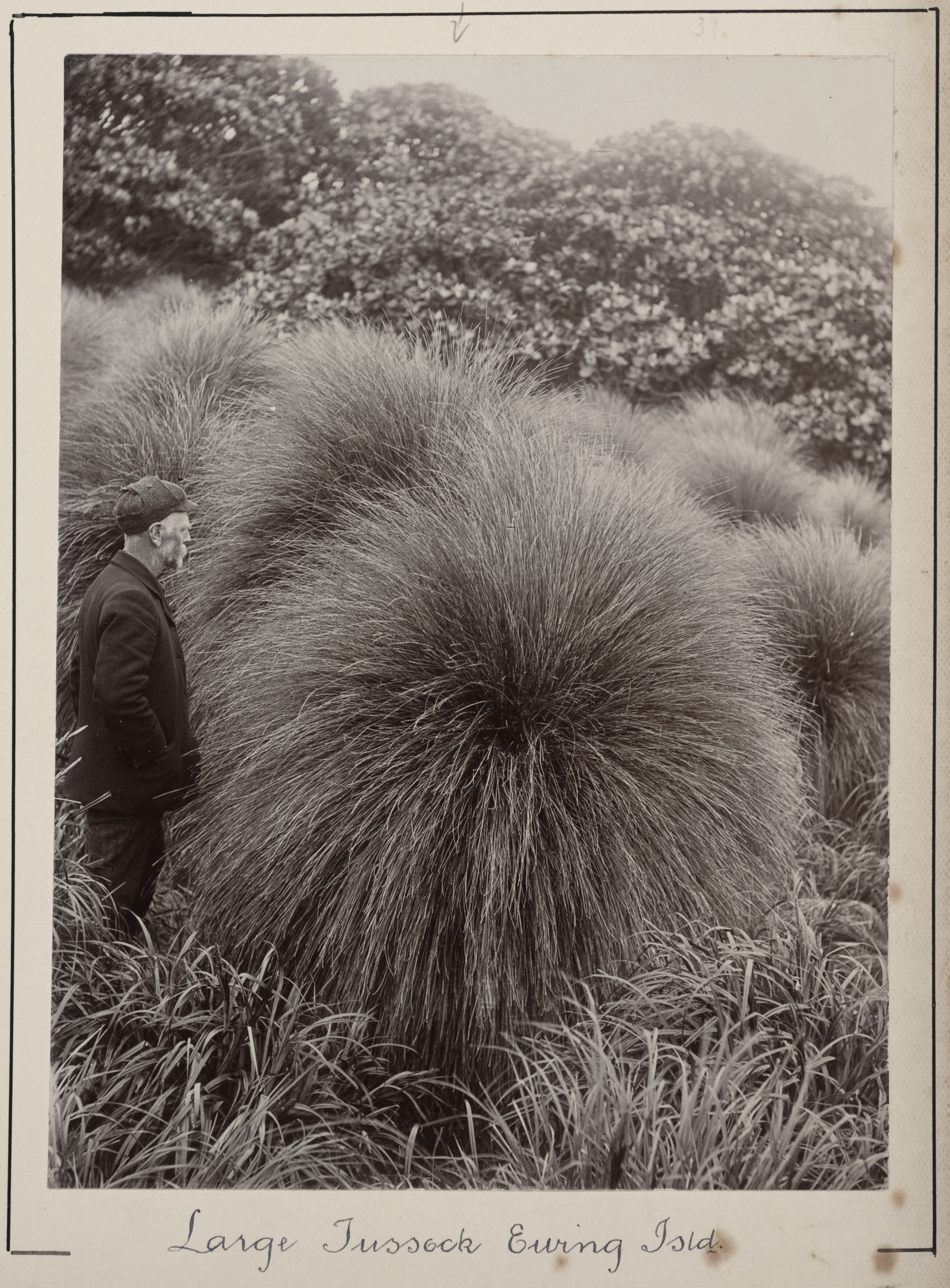
Trs jak ho neznáme (Poa litorosa)